# Sarah Connor (énekesnő)

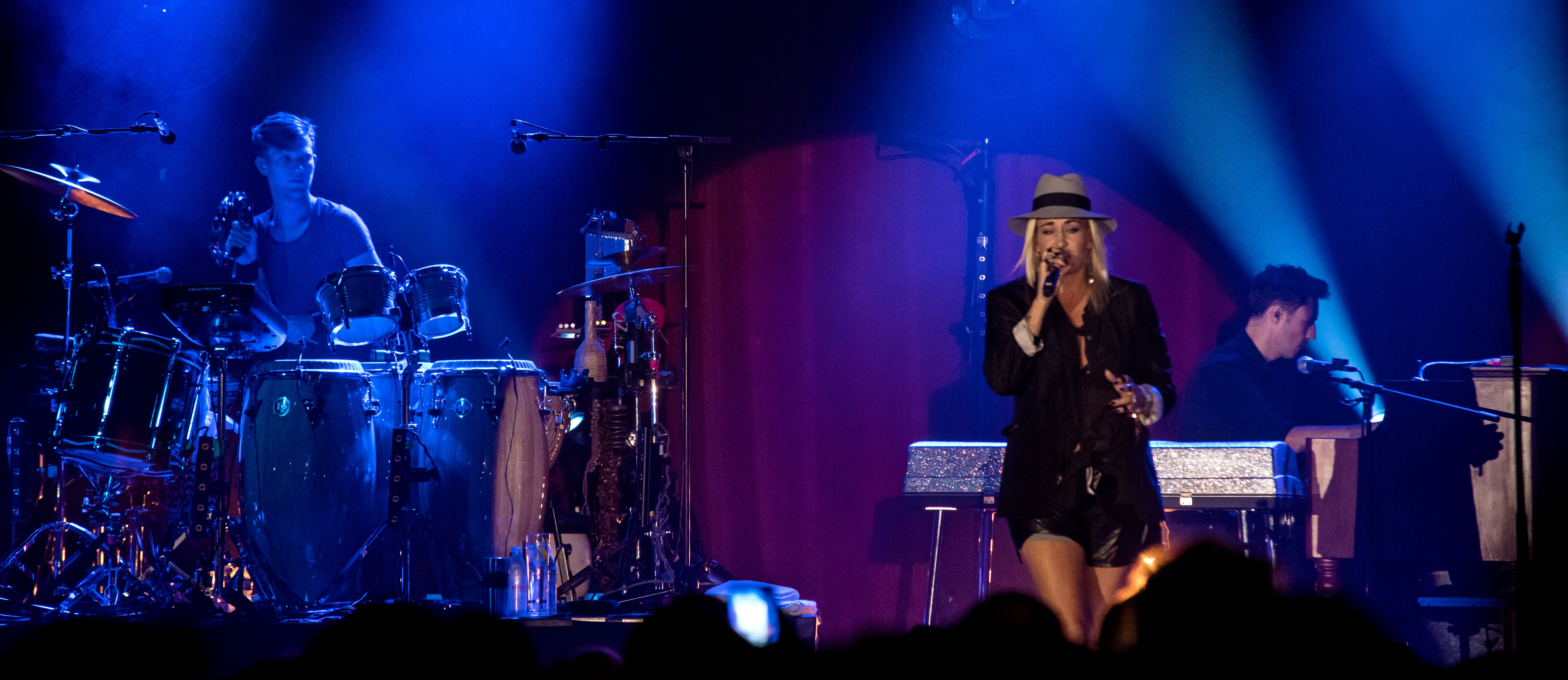
Sátor Fesztivál 2016 Freiburg, Németország

Sarah Connor (születési nevén Sarah Lewe; Delmenhorst, 1980. június 13. –) német énekesnő.

## Fiatalkori évei
Szülei (Soraya és Michael) első gyermekeként jött világra. A család rendkívül zenekedvelő volt, mivel nagyapja New Orleans-i jazz-zenész volt. Sarah Stevie Wonderen és Aretha Franklinen nőtt fel.
Állítólag hamarabb énekelt, mint beszélt,[forrás?] hatévesen már énektanárát is sikerült meglepnie tehetségével, bekerült a városi kórusba, valamint táncolni tanult: végeláthatatlan táncórák következtek, mint jazzbalett, hiphop és streetdance. Az általános iskolában Sarah heti nyolc órában tanult énekelni a Max Planck zeneiskolában. Minden tanuló valamilyen hangszeren tanult zenélni, és Sarah volt az első, akinek engedélyezték, hogy énekelni tanuljon. Tizenhárom évesen már több Michael Jackson koncerten is vokálozott. Ráadásul az Earth Song felvételénél ott volt a stúdióban. Ez volt az a pillanat, amikor rádöbbent, hogy az éneklés az, amit igazán szeretne csinálni.

## Életpályája
Pályája a Touché együttes énekesének, Martin Scholz-nak küldött demóval kezdődött, amin egy Michael Jackson dalt énekelt. Martin és Sarah beleszerettek egymásba, így Sarah elkezdhetett énekelni, Sarah Gray néven. A Gray nevet nagyapja után vette fel, tisztelete jeléül. Nagy tömeg előtt először 1998. július 11-én énekelt a Touché nagy "hazatértünk" koncertjén Delmenhorstban. A következő héten már négy nagy kiadó is megkereste. Az énekesnő azonban úgy taktikázott, hogy két évig mindenkit visszautasított, és csak 2001 februárjában jött ki az első nemzetközi hírnevet hozó, TQ-val közösen előadott Let's Get Back To Bed Boy című dalával. Robbant is, nem is kicsit: Sarah Connor az új évezred egyik legprofibb énekesnője lett, akinek egy promóciós turné alkalmával annyira tetszett Magyarország, hogy From Sarah With Love című dalának klipjét Budapesten forgatta.

## Magánélete
2002 júliusában ismerkedett meg Marc Terenzivel, a Natural együttes frontemberével, akivel 2005. augusztus 18-án össze is házasodtak. Két gyermekük született, Tyler Marc Terenzi (szül.: 2004. február 2.), és Summer Antonia Soraya (szül.: 2006. június 23.). Válásukat 2008 novemberében jelentették be.
Ezt követően Sarah kapcsolatba került a brazil futballsztár Diego Ribas da Cunha-val, majd 2010 áprilisában bejelentette viszonyát menedzserével Florian Fischerrel, aki a 90-es évek pop triójának, a The Boyz énekese volt. Sarah 2011. szeptember 4-én adott életet kislányuknak, Delphine Malou-nak.

## Diszkográfia

### Nagylemezek
- Green Eyed Soul
- Unbelievable
- Key To My Soul
- Naughty But Nice
- Christmas In My Heart
- Soulicious
- Sexy as Hell
- Real Love

### Maxik
- Let's Get Back To Bed - Boy!
- French Kissing
- From Sarah With Love
- If U Were My Man
- One Nite Stand
- Skin On Skin
- He's Unbelievable
- Bounce
- Music Is The Key
- Just One Last Dance
- Living To Love You
- From Zero To Hero
- Christmas In My Heart
- The Best Side Of Life
- The Impossible dream
- Sexual Healing (Feat. Ne-yo)
- Under My Skin
- I´ll Kiss it away
- Takin back my Love (Feat. Enrique Iglesias)
- Cold As Ice
- Real Love

### DVD-k
- A Night To Remember
- Sarah & Marc In Love
- Christmas In My Heart